# SBK X: Superbike World Championship
SBK X: Superbike World Championship ist ein Rennspiel von Milestone Interactive und wurde am 28. Mai 2010, von Black Bean Games veröffentlicht. Das Rennspiel nutzte dabei die aktuelle Lizenz der Superbike-Saison.

## Spielprinzip
SBK X verfügt über die aktuelle Lizenz der Superbike-WM-Saison, mit allen Teams, Strecken und Fahrer der Klassen Superstock, Supersport und Superbike, wobei die ersten beiden auf Stand von 2009 sind, während die Superbikes auf Stand von 2010 sind.
Das Spiel verfügt über zwei Spielmodi, den Arcade-Modus und den Simulationsmodus. Im Simulationsmodus startet man eine Karriere, in der man versucht so viele Siege in mehreren Saisons zu erringen wie möglich, hier wird das ganze Rennwochenende simuliert. Der Arcade-Modus verfügt über den Story-Modus, in dem man während der Rennen einzelne Aufgaben erledigen muss.
SBK X bietet eine leicht verbesserte Grafik gegenüber zum Vorgänger. So wirbt das Spiel vor allem mit einem in 3D simulierten Himmel und vielen aufwendigen Streckendetails.
Im Mehrspielermodus kann man gegen bis zu 15 andere Spieler antreten, im Simulationsmodus und Arcade-Modus.

## Rezeption
- GameStar – 81 % (PC) (07/10)

Mehr Spielmodi, alle aktuellen Fahrer, Maschinen, Strecken, verbesserte Physik und ein echt geiler Motorensound: Motorradfans sollten zugreifen. Michael Trier
- XBG Games – 78 % (360) (04/10)

Nach dem enttäuschenden SBK 09 legt Jahrgang 2010 umso kräftiger drauf. Überarbeitete Präsentation, neuer Arcade-Modus, entschlackter Karriere-Modus, "echte" Teamkollegen – das sind nur ein paar Punkte, die SBK X deutlich attraktiver machen. Stefan Schröder
- PC Games – 68 % (PC) (06/10)

Die Arcade-Modi spielen sich aufgrund der simplen Steuerung nett, aber nach einigen Rennen ist die Luft raus. Manfred Reichl
- Play³ – 68 % (PC) (07/10)

Das offizielle Spiel zur Rennserie hat mich trotz lizenzierter Fahrer und Rennställe allerdings nicht überzeugt. Manfred Reichl